# Ishøj Boldklub
Ishøj Boldklub er en dansk fodboldklub. Den blev grundlagt i 1973, og spiller i sæsonen 2014-15 i Serie 2 under DBU Sjælland.
Ishøj Boldklub Har i efteråret 2015 fået udarbejdet en 5 årsplan kaldet 2020 planen der skal sikre fremtidens bredde og elite fodbold og startet op med at kalde sig byens hold . Hjemmesiden er fyldt med oplysninger og billeder og ishøj boldklub er aktive på de sociale medier med brugernavnet ishøj bk .
| Fodbold | Spire Denne artikel om en dansk fodboldklub er en spire som bør udbygges. Du er velkommen til at hjælpe Wikipedia ved at udvide den. |